# Contribuição Social para a Saúde
A Contribuição Social para a Saúde (CSS) é um tributo que está sendo discutido no Brasil desde 2008, cujo projeto prevê que sua arrecadação será destinada ao financiamento da saúde pública. É similar à CPMF, extinta em dezembro de 2007, mas possui três diferenças principais: sua duração de tempo, destinação dos recursos e alíquota.
A CSS será permanente, e não provisória como a CPMF. Conforme consta do projeto de Lei Complementar, os recursos da CSS só serão destinados à saúde e não também à previdência social e à assistência social como ocorria com a CPMF. Outra diferença é que, na CPMF, a alíquota era de 0,38%, mas a CSS poderá ter alíquota de 0,1% sobre as movimentações financeiras, ficando isento o assalariado com renda mensal menor de até R$ 3.080,00. 
A possibilidade de sua introdução está prevista no artigo 195, parágrafo quarto da Constituição brasileira na chamada competência tributária residual para instituir contribuição especial para a seguridade social. 
Se aprovada, a CSS deverá ter sua constitucionalidade discutida no STF, pois alguns políticos e tributaristas entendem que precisaria ser uma contribuição não-cumulativa para obedecer ao disposto no artigo 154, inciso I da Constituição.

## Aspectos políticos
Está sendo discutida no Congresso Nacional brasileiro  no texto de uma Lei Complementar como resposta à edição da Emenda 29 que aumentou os recursos que devem ser destinados à área da saúde. O texto básico da Lei Complementar foi aprovado na Câmara, faltando serem apreciados os destaques. Segundo algumas previsões, sua votação no Senado deverá ocorrer após as eleições municipais de 2008. Foram estimados em 10 bilhões de reais os recursos a serem arrecadados pela CSS.